# Spengler Cup 2003
Der Spengler Cup 2003 (französisch Coupe Spengler 2003) war die 77. Auflage des gleichnamigen Wettbewerbs und fand vom 26. bis 31. Dezember 2003 im Schweizer Luftkurort Davos statt. Als Spielstätte fungierte das dortige Eisstadion. Insgesamt besuchten 82'173 Zuschauer die elf Turnierspiele, was einem Schnitt von 7'470 pro Partie entspricht.
Es siegte erneut das Team Canada, das durch einen 7:4-Sieg im Finalspiel in der Neuauflage des Vorjahresfinals über den Gastgeber HC Davos das Turnier gewann. In der Qualifikation hatten die Eidgenossen die Partie noch mit demselben Ergebnis für sich entschieden. Die Kanadier verteidigten damit den im Vorjahr gewonnenen Titel. Es war der insgesamt zehnte Titelgewinn für das Team Canada seit 1984.
Der Kanadier Éric Landry in Diensten des HC Davos war mit zehn Scorerpunkten, darunter fünf Tore, erfolgreichster Akteur des Turniers. Sein Mannschaftskollege, der Russe Oleg Petrow, wurde als wertvollster Spieler ausgezeichnet.

## Modus
Die fünf teilnehmenden Teams spielten zunächst in einer Einfachrunde im Modus «jeder gegen jeden», so dass jede Mannschaft vier Spiele bestritt. Die beiden punktbesten Mannschaften nach Abschluss der zehn Qualifikationsspiele ermittelten schliesslich in einer zusätzlichen Partie den Turniersieger.

## Turnierverlauf

### Qualifikation
| 26. Dezember 2003 15:30 Uhr | Jokerit Helsinki M. Kankaanperä (33:31) | 1:4 (0:0, 1:1, 0:3) Spielbericht | HC Davos M. Gianola (26:35) B. Hauer (42:44) É. Landry (48:44) A. Ambühl (56:38) | Eisstadion, Davos Zuschauer: 7'580 |

| 26. Dezember 2003 20:45 Uhr | Team Canada J.-G. Trudel (26:14) J. Pollock (39:28) Y. Sarault (42:07) | 3:2 (0:1, 2:1, 1:0) Spielbericht | Krefeld Pinguine C. Herperger (8:54) R. Guillet (34:34) | Eisstadion, Davos Zuschauer: 7'580 |

| 27. Dezember 2003 15:30 Uhr | Krefeld Pinguine D. Kunce (14:16) S. Wright (36:24) | 2:4 (1:1, 1:1, 0:2) Spielbericht | Jokerit Helsinki A. Koivisto (4:41) R. Gardner (31:01) R. Gardner (53:27) V. Peltonen (59:24) | Eisstadion, Davos Zuschauer: 7'580 |

| 27. Dezember 2003 20:45 Uhr | Lokomotive Jaroslawl M. Hlavačka (34:26) W. Antipow (39:51) W. Buzajew (42:54) A. Kowalenko (43:40) A. But (44:06) | 5:2 (0:0, 2:1, 3:1) Spielbericht | HC Davos O. Petrow (25:18) O. Petrow (51:32) | Eisstadion, Davos Zuschauer: 7'580 |

| 28. Dezember 2003 15:30 Uhr | Krefeld Pinguine A. Seliwanow (4:27) A. Dück (6:57) M. Rodman (30:40) J. Lanier (41:38) R. Guillet (46:48) | 5:2 (2:1, 1:0, 2:1) Spielbericht | Lokomotive Jaroslawl D. Moravec (17:59) A. But (42:15) | Eisstadion, Davos Zuschauer: 6'803 |

| 28. Dezember 2003 20:45 Uhr | Jokerit Helsinki J. Hentunen (19:47) O. Malmivaara (39:00) | 2:4 (1:0, 1:3, 0:1) Spielbericht | Team Canada S. Roest (31:46) M. Craig (32:32) M. Popovic (33:46) H. Domenichelli (46:06) | Eisstadion, Davos Zuschauer: 7'580 |

| 29. Dezember 2003 15:30 Uhr | Team Canada J. Alston (20:20) J. Toms (23:03) M. Maneluk (35:23) D. Ward (42:47) H. Domenichelli (46:32) D. Ward (48:32) | 6:3 (0:0, 3:1, 3:2) Spielbericht | Lokomotive Jaroslawl I. Tkatschenko (36:32) J. Koroljow (47:41) K. Glasatschow (58:39) | Eisstadion, Davos Zuschauer: 7'580 |

| 29. Dezember 2003 20:45 Uhr | HC Davos O. Petrow (1:47) A. Ambühl (1:57) O. Petrow (16:42) O. Petrow (23:24) B. Hauer (39:27) M. Heberlein (41:06) É. Landry (46:11) É. Landry (58:58) | 8:2 (3:1, 2:0, 3:1) Spielbericht | Krefeld Pinguine T. Yake (14:35) A. Dück (45:43) | Eisstadion, Davos Zuschauer: 7'580 |

| 30. Dezember 2003 15:30 Uhr | HC Davos T. Elik (9:52) A. Ambühl (14:28) J. Marha (27:59) J. Höglund (29:07) É. Landry (37:23) J. Höglund (55:20) R. von Arx (59:15) | 7:4 (2:1, 3:0, 2:3) Spielbericht | Team Canada H. Domenichelli (9:28) J.-G. Trudel (45:33) S. Roest (48:43) J. Alston (50:59) | Eisstadion, Davos Zuschauer: 7'580 |

| 30. Dezember 2003 20:45 Uhr | Lokomotive Jaroslawl D. Krassotkin (45:02) W. Buzajew (52:16) D. Moravec (59:58) | 3:1 (0:1, 0:0, 3:0) Spielbericht | Jokerit Helsinki J. Latvala (9:23) | Eisstadion, Davos Zuschauer: 7'150 |

| Pl. |                      | Sp | S | OTN | N | Tore  | Punkte |
| --- | -------------------- | -- | - | --- | - | ----- | ------ |
| 1.  | HC Davos             | 4  | 3 | 0   | 1 | 21:12 | 6      |
| 2.  | Team Canada          | 4  | 3 | 0   | 1 | 17:14 | 6      |
| 3.  | Lokomotive Jaroslawl | 4  | 2 | 0   | 2 | 13:14 | 4      |
| 4.  | Jokerit Helsinki     | 4  | 1 | 0   | 3 | 08:13 | 2      |
| 5.  | Krefeld Pinguine     | 4  | 1 | 0   | 3 | 11:17 | 2      |

### Final
| 31. Dezember 2003 12:00 Uhr | HC Davos É. Landry (1:05) T. Elik (11:47) T. Elik (21:21) M. Riesen (58:37) | 4:7 (2:3, 1:1, 1:3) Spielbericht | Team Canada H. Domenichelli (1:59) M. Astley (10:54) J. Alston (17:23) P. DiPietro (35:40) P. DiPietro (44:47) J. Toms (50:40) J. Shantz (57:30) | Eisstadion, Davos Zuschauer: 7'580 |

## All-Star-Team
| Angriff:      | Wladimir Antipow – Stacy Roest – Oleg Petrow (MVP) |
| Verteidigung: | JOK Sami Helenius – Jame Pollock                   |
| Tor:          | KEV Robert Müller                                  |